# Tonino Biondini
Antonio Biondini, detto Tonino (Frassinoro, 1º gennaio 1945 – Frassinoro, 23 giugno 1983), è stato un fondista italiano.

## Biografia
Appartenente al Gruppo Sportivo Forestale, vinse sette titoli di campione italiano e giunse all'ottavo posto nella 50 km ai Mondiali di Falun del 1974.
Nel 1976 vinse la quinta edizione della Marcialonga. Partecipò alle olimpiadi invernali di Sapporo 1972 ed Innsbruck 1976 e fu allenatore della nazionale.
A causa di una malattia incurabile, morì alla fine di giugno del 1983 a soli 38 anni.
Fu tra i fondatori della scuola di sci nordico "Val Dragone" di Frassinoro.
Il figlio Alessandro, avuto dalla moglie Fernanda, è uno skiman della nazionale di sci di fondo e ha sposato l'ex fondista olimpionica Arianna Follis, anch'essa appartenente al Gruppo Sportivo Forestale.
Il 10 giugno 2009 gli fu intitolata la sezione di Modena dell'Associazione Nazionale Forestali.